# WILLER TRAINS
WILLER TRAINS株式会社（ウィラートレインズ、英: WILLER TRAINS, Inc.）は、京都府宮津市に本社を置き、「京都丹後鉄道」（きょうとたんごてつどう、英: Kyoto Tango Railway、略称：丹鉄〈たんてつ〉）の名称で列車の運行、乗車券等の販売等の事業を行う鉄道事業者（第二種鉄道事業者）。高速乗合バス運行中堅（元ツアーバス運行大手）のWILLER EXPRESS（ウィラーエクスプレス）を傘下に持つWILLER（ウィラー）の完全子会社。
第三セクター鉄道の北近畿タンゴ鉄道 (KTR) より列車の運行、乗車券等の販売等の事業を譲受し、2015年（平成27年）4月1日より運行を開始した。それに伴いKTRは第三種鉄道事業者となった。

## 概要
KTRが第一種鉄道事業者として運営していた宮福線（日本鉄道建設公団建設線）と宮津線（旧日本国有鉄道の特定地方交通線）の施設をKTRより借り受け、列車運行等の実務を行っている。
対外的には「京都丹後鉄道」の名称を用いており、沿線の丹波・丹後・但馬を指す「三丹」の「丹」を用いた「丹鉄」の略称を用いることで、地元に愛着を持たれる鉄道を目指すという。鉄道会社において、社名が全てアルファベット表記なのは日本で初めてである。

京都丹後鉄道のロゴ

KTRが地域公共交通の活性化及び再生に関する法律に基づく鉄道事業再構築を実施するため、2013年に上下分離方式の導入を前提にKTRの運行事業を引き継ぐ者を全国から公募し、翌2014年5月に応募のあった4社から選定された WILLER ALLIANCE（現・WILLER。以下「ウィラー社」と記す。）が設立した会社である。運行事業者の選定に当たっては、ウィラー社の安全対策の提案内容および情報発信力を高く評価したという。異業種からの鉄道事業参入は異例だが、そもそも今回の公募に既存の鉄道事業者からの応募は1件もなかったという。
KTRの運行引き受けに当たって、ウィラー社の代表でWILLER TRAINSの社長にも就任した村瀬茂高は記者会見の席で、事業再生に当たって「高次元交通ネットワーク」の実現を掲げ、駅とバス停などが同じ場所にあり乗り換えができるだけでなく、「ストレスなく連続性があり、複数の交通モード、さまざまな事業者のサービスが一つのサービスとして提供されている姿」を目指すとしている。また、沿線地域のバス会社・タクシー会社などとの連携により乗合タクシーやデマンドバスを導入することで公共交通の空白地帯を解消することにより鉄道沿線地域の活性化をめざし、併せてウィラー社がバス事業で導入した柔軟な割引サービスの導入により「移動需要」そのものの掘り起こしによって経営改善を目指すとしている。運行初年度となる2015年の売上高と利用者数は、引き受ける前の2014年度を上回る結果となった。
2019年（令和元年）には、国土交通省がMobility as a Service (MaaS) の先行モデル事業としてWILLER TRAINS、WILLER株式会社などとともに京都丹後鉄道沿線でのMaaSアプリ「WILLERS」を用いたQRシステム実証実験を事業認定した。京都丹後鉄道路線ほか、丹後海陸交通などが運行する路線バスやケーブルカー、タクシーなどでQRコードを用いた予約・決済の効果を検証するという。2020年（令和2年）2月10日より3月31日までの予定でスマートフォンアプリによる日本初の区間運賃対応即時QRコード決済乗車を開始し、現在は本格運用されている。同年11月25日には、クレジットカードVisaのタッチ決済にも対応するようになった。鉄道会社では初の対応となった。

## 沿革
- 2014年（平成26年）
  - 5月8日：KTRの事業を引き継ぐ運行会社候補の最適提案事業者にWILLER ALLIANCEを選定したと発表[7]。
  - 7月14日：WILLER TRAINS設立。設立当初の本店所在地は大阪市北区中之島三丁目2番18号（WILLER TRAVEL本社内）。
- 2015年（平成27年）
  - 3月11日：鉄道事業再構築事業の認定[16]。
  - 4月1日：WILLER TRAINSが宮福線・宮津線の第二種鉄道事業者となり、京都丹後鉄道の名称で鉄道運行事業開始。KTRは両線の第三種鉄道事業者となる。同時にWILLER TRAINSの本店を宮津駅2階（元のKTR本社・運行本部）に移転。宮津線において「宮舞線」「宮豊線」の愛称を使用開始。
  - 11月13日：タンゴディスカバリーKTR8000形を改造した「丹後の海」運転開始（2017年9月までに全車改造完了）。
- 2017年（平成29年）6月1日：旅客列車にて農作物運搬を行う「貨客混載」事業を開始。農産物としては日本全国初となる[17]。
- 2019年（令和元年）10月1日：消費税増税に伴う運賃改定。普通運賃を50円、100円区切りとし、1,510円以上（71 km以上）の長距離区間はすべて1,500円とする[18][19]。
- 2020年（令和2年）10月4日：西舞鶴発豊岡行き列車の運転士が宮舞線栗田駅手前で異音を聞き非常ブレーキで列車を停止。点検のため運転士が降車しようとした際に列車が動き始め、栗田駅を約242 m通り過ぎて停止するという重大インシデントが発生[20]。

## 路線
- 宮福線：宮津駅 - 福知山駅 30.4 km
- 宮津線：西舞鶴駅 - 豊岡駅 83.6 km
  - 宮舞線：西舞鶴駅 - 宮津駅 24.7 km
  - 宮豊線：宮津駅 - 豊岡駅 58.9 km

| 北近畿タンゴ鉄道路線図（-2015年3月31日）  |  | 京都丹後鉄道（WILLER TRAINS）移行後の路線名・駅名（2015年4月1日-）  |
| 北近畿タンゴ鉄道路線図 （-2015年3月31日） |  | 京都丹後鉄道（WILLER TRAINS）移行後の路線名・駅名 （2015年4月1日-） |

## 車両
車両はKTRが所有し、WILLER TRAINSが有償で借り受ける形で運用しており、西舞鶴運転所（旧西舞鶴運転区、西舞鶴駅隣接）と福知山運転所（旧福知山運転支区、荒河かしの木台駅隣接）に配置している。
全ての車両が気動車である。宮福線全線と宮津線（宮豊線）の宮津駅 - 天橋立駅間が電化されているが、この区間で運用される電車は113系・287系・289系といった西日本旅客鉄道（JR西日本）の車両のみである。
特急列車用
- KTR8000形（丹後の海） - 2両編成の特急形車両。特急「はしだて」「まいづる」「たんごリレー」のほか、一部の快速列車にも使用。
- KTR8500形気動車 - 2023年に東海旅客鉄道（JR東海）のキハ85系気動車を4両購入した。2024年3月16日のダイヤ改正から土曜日、日曜日の特急「たんごリレー」を中心に運行されている。

普通列車用
- MF100形 - KTRの前身である宮福鉄道の開業時に導入された車両で、主に宮福線で運用されている。
- KTR700形・KTR800形 - 宮津線（宮舞線・宮豊線）のKTR移管時に導入された車両。KTR700形にはトイレが設けられているが、KTR800形にはない。KTR700形の一部は観光型車両「あかまつ」「あおまつ」「くろまつ」となっている。

- KTR300形 - MF100形・MF200形の後継車両。2022年（令和4年）までに5両導入された。

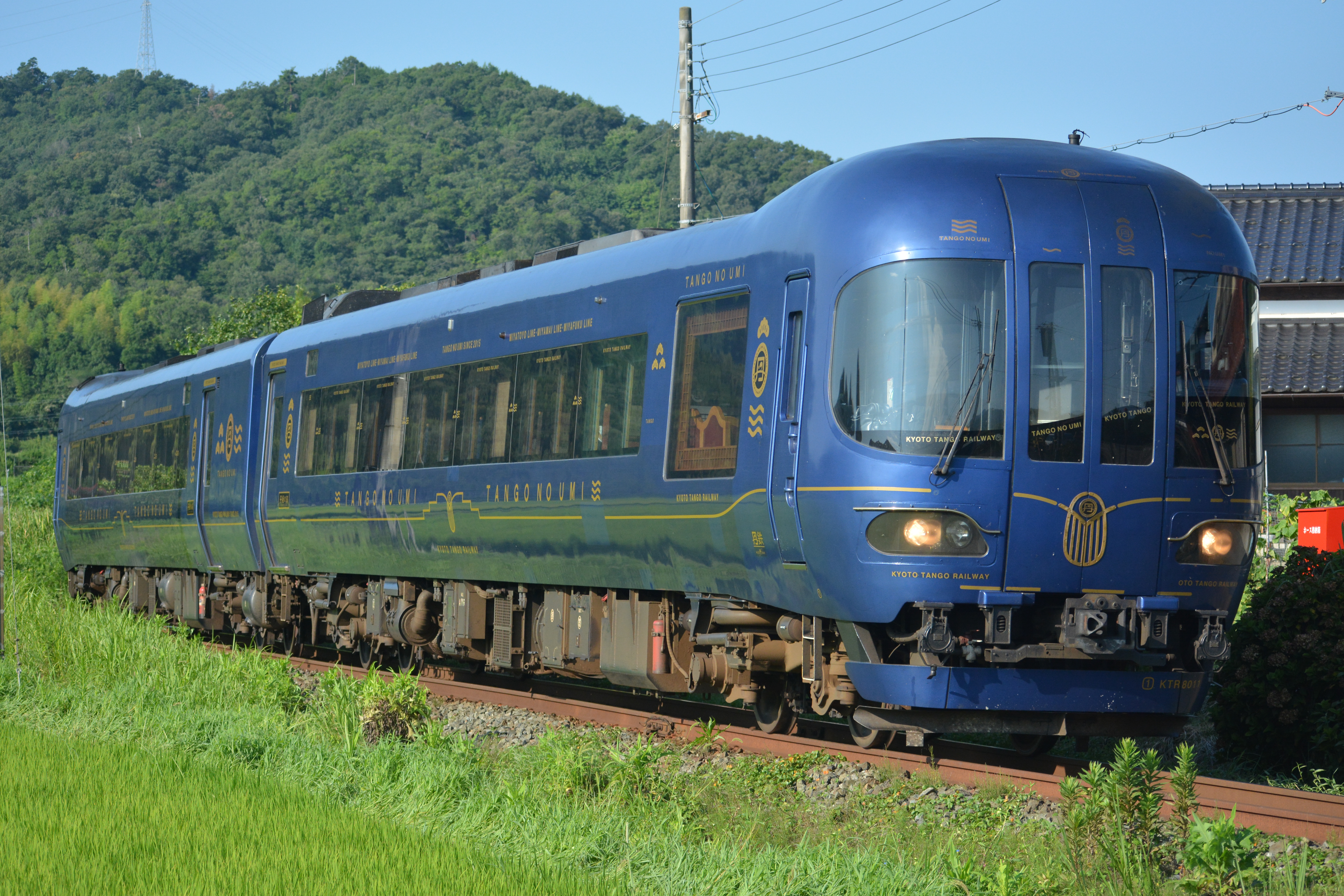
KTR8000形
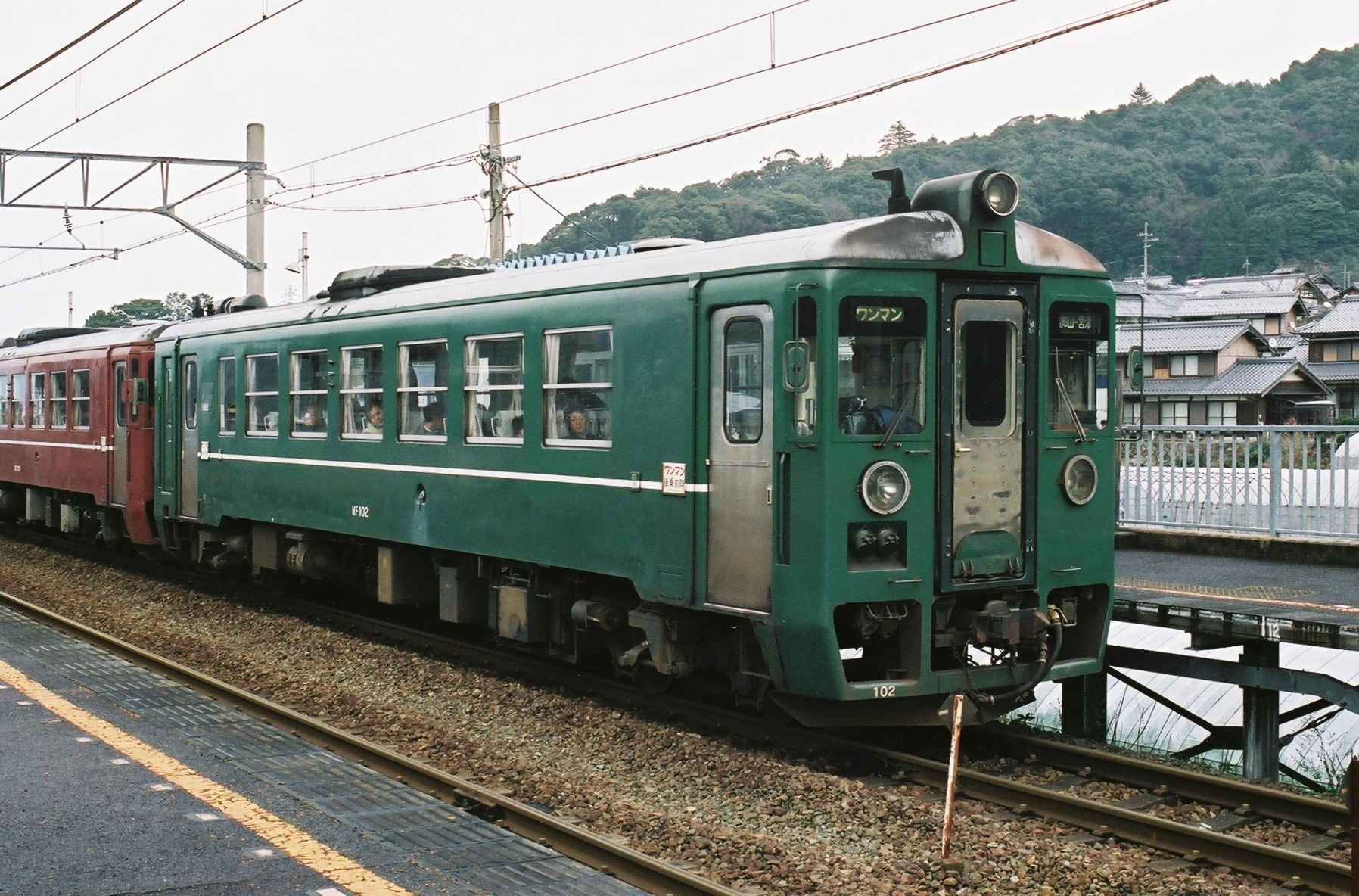
MF100形
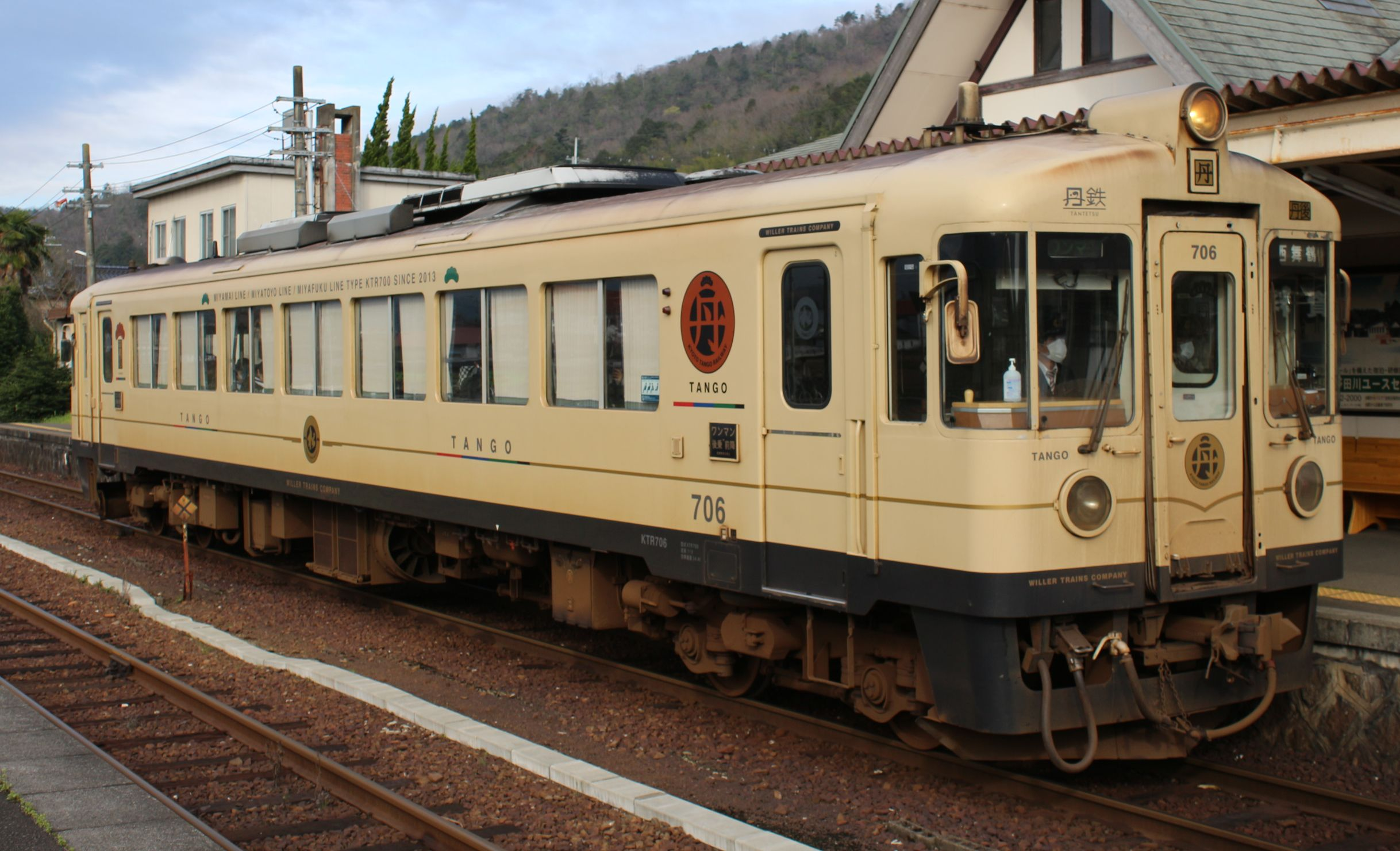
KTR700形（コミューター車両）
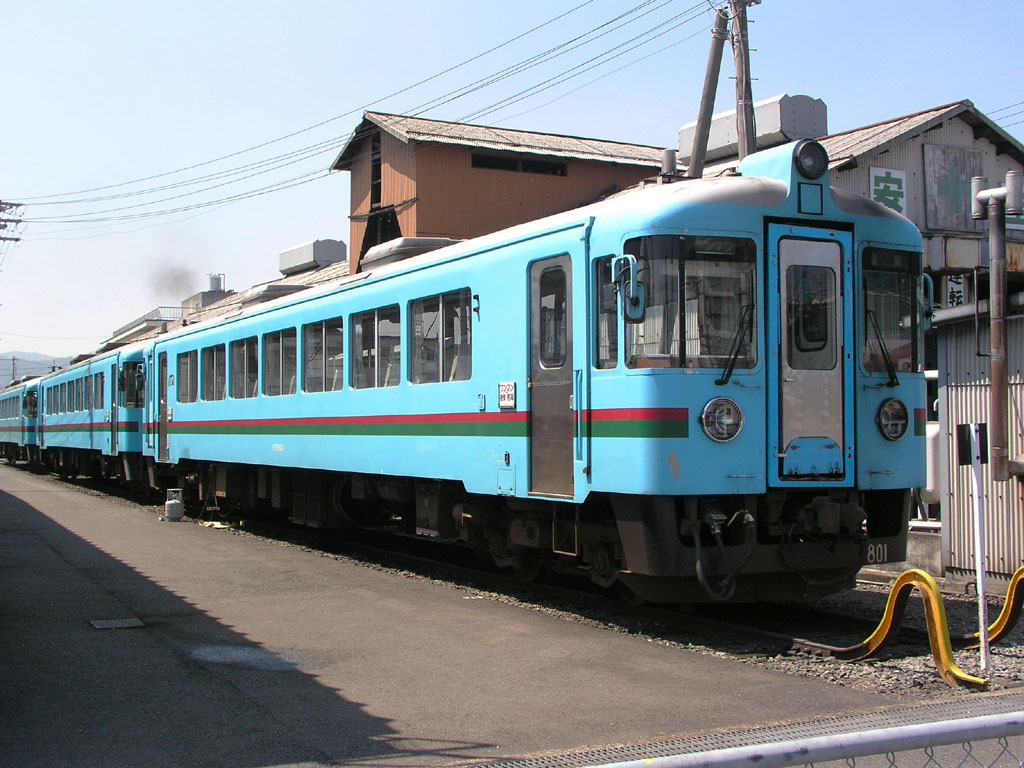
KTR800形
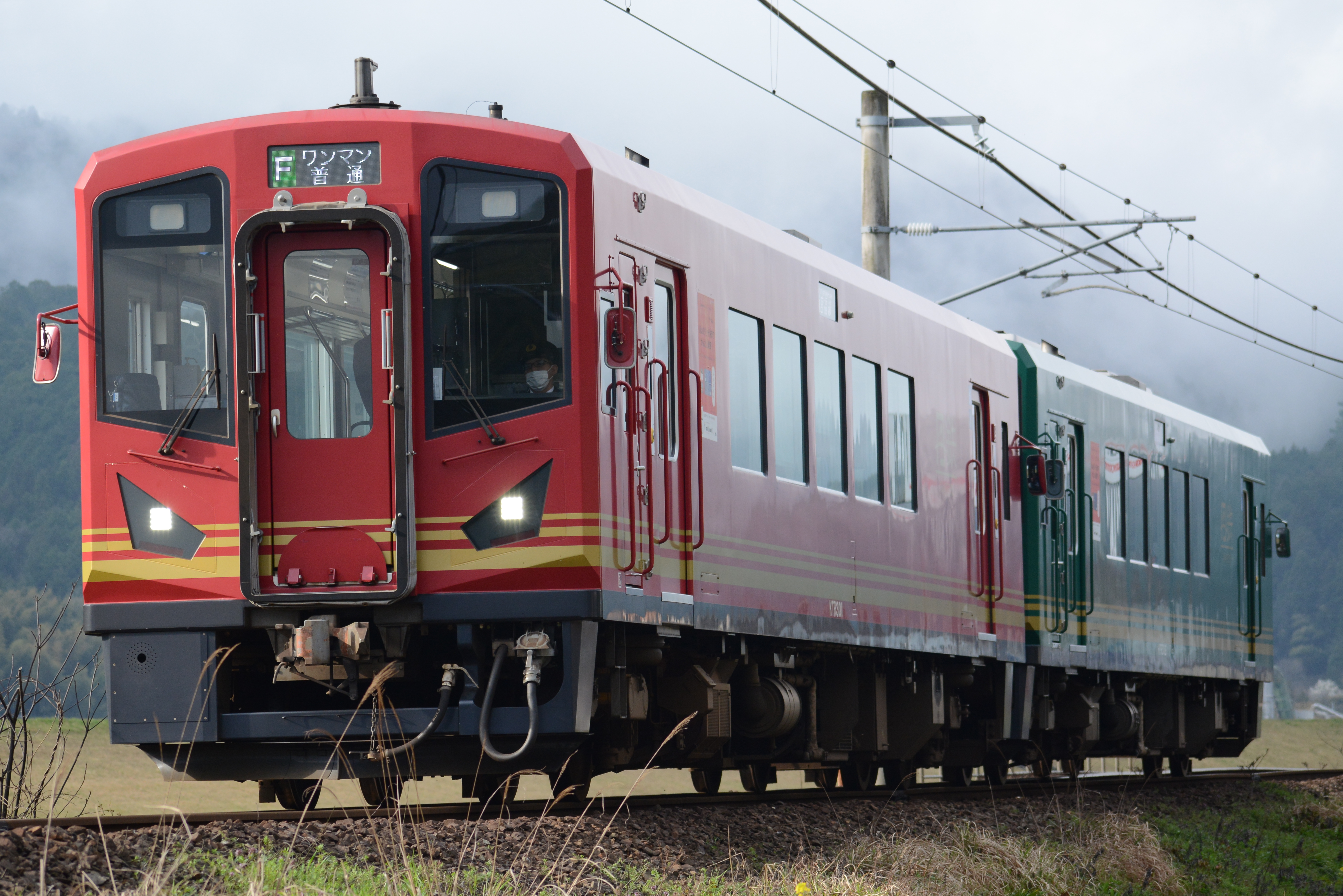
KTR300形

### 過去の車両
特急列車用
- KTR001形（タンゴエクスプローラー） - 宮津線（宮舞線・宮豊線）のKTR移管時に導入された3両編成の特急形車両。KTRが第1種鉄道事業者時代の2013年（平成25年）に定期運行を終了したが、その後は上下分離後も含めて予備車となっていた。KTR8500形導入に伴い2025年（令和7年）に全廃された。

普通列車用
- MF200形 - MF100形と同じく宮福鉄道の開業時に導入された車両で、イベント対応車両となっていた。KTR300形への置き換えにより全廃された。

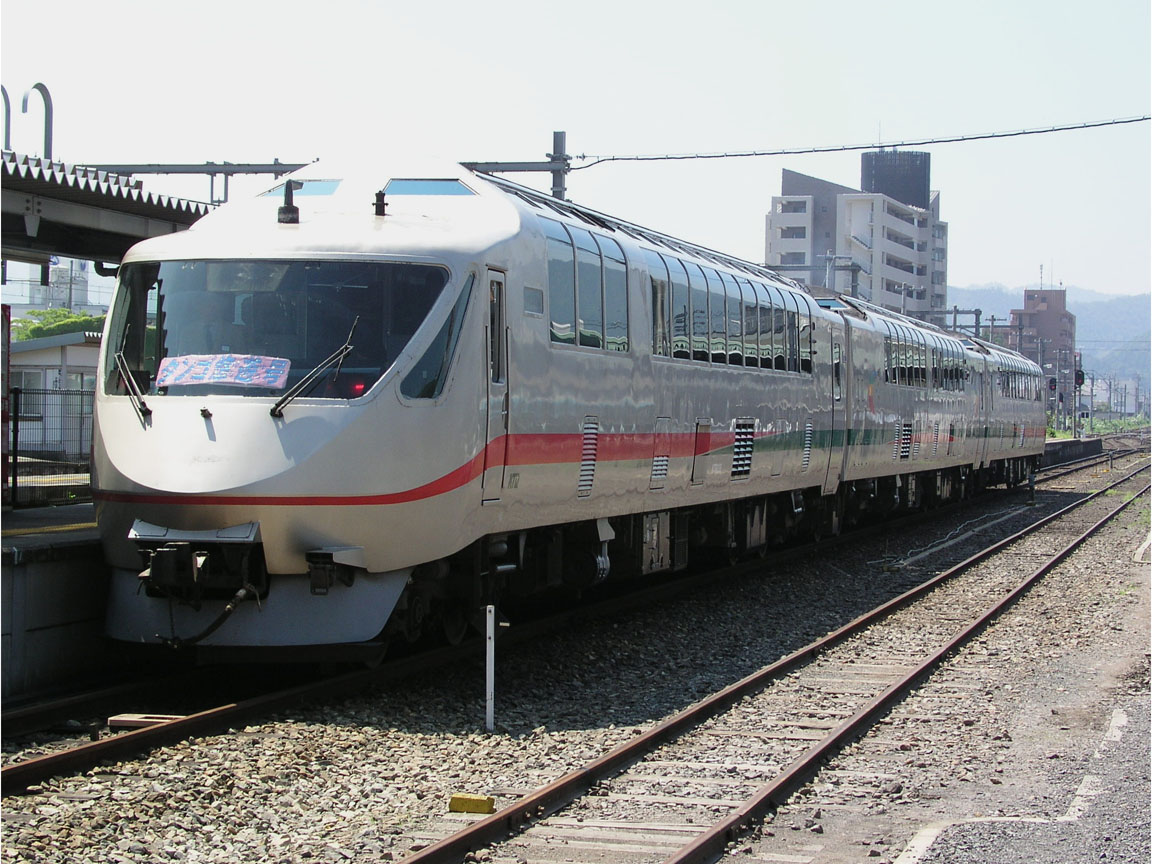
KTR001形
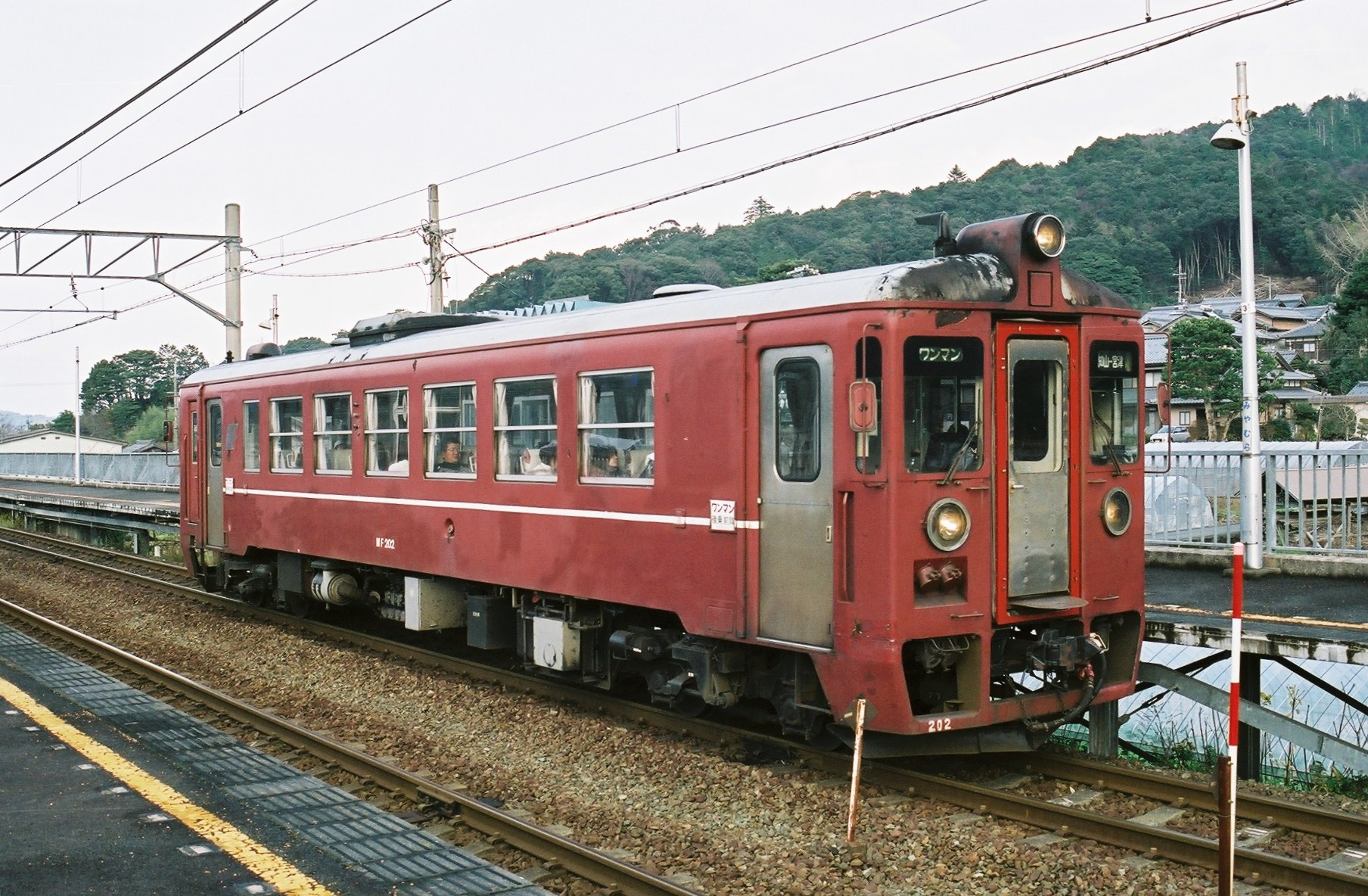
MF200形

## 運賃・料金
普通旅客運賃
小児半額・10円未満切り上げ。2019年10月1日改定。
| キロ程  | 運賃（円） | キロ程  | 運賃（円） |
| ------- | ---------- | ------- | ---------- |
| - 3km   | 150        | 34 - 36 | 800        |
| 4 - 6   | 200        | 37 - 39 | 850        |
| 7 - 9   | 250        | 40 - 42 | 950        |
| 10 - 12 | 300        | 43 - 46 | 1,000      |
| 13 - 15 | 350        | 47 - 50 | 1,100      |
| 16 - 18 | 400        | 51 - 54 | 1,150      |
| 19 - 21 | 450        | 55 - 58 | 1,200      |
| 22 - 24 | 500        | 59 - 62 | 1,300      |
| 25 - 27 | 600        | 63 - 66 | 1,400      |
| 28 - 30 | 650        | 67 - 70 | 1,450      |
| 31 - 33 | 700        | 71 -    | 1,500      |
特別急行料金
特急列車を利用する場合に必要。特急券が発行される。小児半額・10円未満切り上げ。2019年10月1日改定。グリーン車を利用の場合は下表の指定席の額から250円引となる。
| キロ程  | 指定席（円） | 自由席（円） |
| ------- | ------------ | ------------ |
| - 20km  | 600          | 350          |
| 21 - 50 | 950          | 700          |
| 51 -    | 1,250        | 1,000        |
特別車両料金
グリーン車を利用する場合に必要。グリーン券が発行される。小児同額。2019年10月1日改定。
| キロ程 | 区間                                        | 料金（円） |
| ------ | ------------------------------------------- | ---------- |
| - 20km | 福知山 - 大江,大江 - 宮津,宮津 -天橋立      | 300        |
| 21 -   | 福知山 - 宮津,福知山 - 天橋立,大江 - 天橋立 | 750        |
その他の料金
小児同額。2019年10月1日改定。
| くろまつ特別車両料金 | 300円 | 観光列車「くろまつ」を利用する場合に必要。旅行商品扱いのみ。           |
| 乗車整理料金         | 550円 | 観光列車「あかまつ」を利用する場合に必要。乗車整理券が発行される。     |
| ライナー料金         | 300円 | 宮福線の「通勤ライナー」を利用する場合に必要。ライナー券が発行される。 |
有人駅には自動券売機が設置されているが、福知山駅、西舞鶴駅、宮津駅、天橋立駅、豊岡駅以外の駅は2023年度までに撤去された。

### 企画乗車券など
京都丹後鉄道ワンデーパス
京都丹後鉄道全線が1日乗り放題となる乗車券。1枚2500円（小児用は半額）で、有人駅で発売している。普通列車・快速列車に加え、特急列車にも乗車できる。特急列車については普通車指定席にも乗車できるが、座席の指定ができないため空席利用となり、その席を指定している旅客が乗車した場合は席を移動しなければならず、満席の場合は立席乗車となる。また、別に乗車整理券を購入すれば丹後あかまつ号に乗車できる。事前に購入することもできるが、有効期限は発行日から1か月以内である。また、年末年始やお盆、ゴールデンウィーク期間中は使用できない。
京都みんなで特急回数券
JRとの共同企画商品。丹鉄線内から京都駅間の特急券（自由席）と乗車券セットの回数券。6枚綴りでの発売。小児の設定はない。特急停車駅（宮津駅・天橋立駅・与謝野駅・京丹後大宮駅・峰山駅・網野駅・久美浜駅）で発売している。なお2007年3月より大江駅・夕日ヶ浦木津温泉駅にもすべての特急列車が停車しているが、この2つの駅の設定はない。2022年3月11日に廃止。
京都丹後鉄道に経営移譲前は、「京都ビジネス特急回数券」という名称だった。
硬券・軟券
企画乗車券ではないが、マルス端末が置かれておらず、駅員がいる駅の窓口では、乗車券・特急券は硬券で、新幹線特急券（自由席）は軟券で発売されている。硬券・軟券が発売されている駅は次の通り。
福知山駅、大江駅、宮津駅、与謝野駅、京丹後大宮駅、峰山駅、網野駅、久美浜駅、豊岡駅